# خارچتری سرخ
رژیم غذایی ماهی خارچتری سرخ شامل کف‌زی‌ها، به‌ویژه دوپایان و همچنین الیگوکتا است. با وجود اندازه کوچکش، توسط مردم محلی صید و خورده می‌شود و همچنین توسط فُک بایکال و ماهی‌های دیگر خورده می‌شود.